# Timothy Spall
Timothy Leonard Spall, OBE (* 27. února 1957) je anglický herec a příležitostný konferenciér. Známým se stal poté, co se v roce 1983 objevil v ITV komediálně-dramatické sérii Auf Wiedersehen, Pet. Mezi jeho významné role patří Peter Pettigrew v sérii filmů Harry Potter, Winston Churchill v Králově řeči (2010), Peter Taylor v Prokletém klubu (2009), Beadle Bamford ve Sweeney Toddovi: Ďábelský holič z Fleet Street (2007). Také hrál v televizním dokumentu Timothy Spall: Back at Sea (2010–2012). Hlavní roli získal v dramatickém filmu Mika Leigha Tajnosti a lži (1996), vedlejší pak ve válečném filmu Poslední Samuraj (2003), také hrál Alberta Pierrepointa v Pierrepoint (2005).
V roce 2014 vyhrál cenu za nejlepšího herce na filmovém festivalu v Cannes za ztvárnění Turnera v Leighově biografickém filmu Mr. Turner.

## Mládí
Spall byl třetím ze čtyř synů, narodil se v Battersea v Londýně. Jeho matka, Sylvia R., byla kadeřnice a jeho otec Joseph L. Spall pracoval na poště. Studoval v National Youth Theatre a RADA, kde mu byla udělena Bancroftova zlatá medaile jako nejslibnějšímu herci roku. Jeho bratr Matthew je profesionální hráč počítačových her, druhý bratr Richard byl pronajímatelem Astolatova veřejného domu v Guildfordu.

## Kariéra

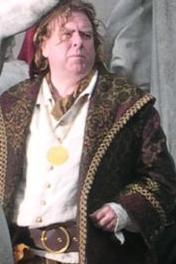
Spall natáčí Kouzelnou romanci v New York City v dubnu 2007

Spall nejprve vystupoval v produkcích pro Birmingham Rep a později pro Královskou Shakespearovskou společnosti, byl obsazen v dílech jako Veselé paničky windsorské, Tři sestry, Nicholas Nickleby a The Knight of the Burning Pestle.
Po filmovém debutu v Quadrophenii a vstoupení do širšího povědomí televizní rolí otravného Barryho Taylora ve všech čtyřech sériích Auf Wiedersehen, Pet, se Kevin objevil ve filmech jako Life is Sweet, Crusoe, Tajnosti a lži, Shooting the Past, Topsy-Turvy, Vanilkové nebe, Rock Star, Všechno nebo nic, Poslední Samuraj, Lemony Snicket's A Series of Unfortunate Events and Králova řeč. Mezinárodní popularity dosáhl jako Peter Pettigrew ("Červíček") ve filmové sérii Harry Potter. V roce 1991 hostoval také v 5. řadě Červeného trpaslíka, v epizodě Zpátky do reality. V roce 1993 byl v Rab C. Nesbitt.
31. prosince 1999 se stal Důstojníkem britského impéria (OBE).
Spall je také hlavním hlasem písně The Devil is an Englishman z filmu Kena Russella Noc hrůzy (1986), ve kterém ztvárnil Johna Williama Polidoriho.
V roce 2005 si Spall zahrál roli Alberta Pierrepointa ve filmu Pierrepoint, který byl ve Spojených státech vydán pod názvem The Last Hangman (Poslední kat). V roce 2006 byl hlasem Barryho MickelthwaiteIna v počítačové hře Grand Theft Auto: Vice City Stories. V roce 2007 hrál Nathaniela v Disneyho filmu Kouzelná romance a Beadleho Bamforda v produkci Tima Burtona Sweeney Todd: ďábelský holič z Fleet Street. Také hrál Georgieho Godwina v televizním dramatu The Fattest Man in Britain na ITV 1, který byl vypuštěn 1. prosince 2009. V tomto dramatu hráli také Bobby Ball, Frances Barber, Aisling Loftus a Jeremy Kyle.
V roce 2010 ztvárnil Winstona Churchilla v kritikou oslavovaném filmu Králova řeč, za který byl jako člen ansámblu oceněn Screen Actors Guild Award za výjimečné představení. Spall si roli zopakoval v roce 2012 při závěrečném ceremoniálu Olympijských her. 
V roce 2012 Spall natočil Wasteland, společně s herci Matthewem Lewisem a Vanessou Kirby. Film byl promítán také v dubnu 2013 na The Newport Beach Film Festivalu v Newport Beach v Kalifornii.
V roce 2012 hrál také Charlieho Morgana v Comes a Bright Day.
V roce 2014 vyhrál na festivalu v Cannes ocenění za nejlepšího herce za roli pana Turnera v biografickém filmu Mr. William TurnerTurner, režirovaném Mikem Leighem.

## Osobní život
Spall je ženatý s Shane, se kterou má tři děti: Pascale (*1976), Rafe (*1983), který je také hercem, a Mercedes (*1985). Žije ve Forest Hill, v jihovýchodním Londýně.
V roce 1996, mu byla diagnostikována akutní myeloidní leukémie, od té doby je ale v remisi. O své nemoci říká: "Nevím, kvůli čemu jsem nemocný, ale stres s tím má co dočinění, teď ho musím překonat. Nutí mě uvědomovat si různé věci a být vybíravější. Míň se obávám o svou práci. Doma se opravdu poctivě učím, abych pak na place nestresoval, že nevím, co mám dělat."
Vlastní holandský člun, na němž se svou ženou jezdí kolem britských ostrovů jako součást televizní série stanice BBC Four Timothy Spall: Back at Sea.

## Filmografie

### Film
| Rok  | Název                                       | Role                      | Poznámky            |
| ---- | ------------------------------------------- | ------------------------- | ------------------- |
| 1978 | The Life Story of Baal                      | Lupu                      |                     |
| 1979 | Quadrophenia                                | Harry, projektant         |                     |
| 1982 | Misionář                                    | Parswell                  |                     |
| 1985 | Nevěsta                                     | Paulus                    |                     |
| 1985 | Dutch Girls                                 | Lyndon Baines Jellicoe    |                     |
| 1986 | Noc hrůzy                                   | Dr. John William Polidori |                     |
| 1987 | Body Contact                                | Paul                      |                     |
| 1987 | Dream Demon                                 | Peck                      |                     |
| 1988 | Jak zabít kněze                             | Igor                      |                     |
| 1989 | Crusoe                                      | reverend Milne            |                     |
| 1990 | Bílý lovec, černé srdce                     | Hodkins                   |                     |
| 1990 | Pod ochranou nebe                           | Eric Lyle                 |                     |
| 1990 | 1871                                        | Ramborde                  |                     |
| 1991 | Život je sladký                             | Aubrey                    |                     |
| 1996 | Tajnosti a lži                              | Maurice Purley            |                     |
| 1996 | Hamlet                                      | Rosencrantz               |                     |
| 1998 | Still Crazy - Pořád naplno                  | David 'Beano' Baggot      |                     |
| 1998 | Tajemství krokodýlů                         | inspektor Healey          |                     |
| 1999 | Páté přes deváté                            | Richard Temple            |                     |
| 1999 | Tajný sňatek                                | Sterling                  |                     |
| 2000 | Marná lásky snaha                           | Don Armado                |                     |
| 2000 | Vatel                                       | Gourville                 |                     |
| 2000 | Slepičí úlet                                | Nick (hlas)               |                     |
| 2001 | Stařec, který četl milostné romány          | starosta Luis Agalla      |                     |
| 2001 | Klikař                                      | Cliff Gumbell             |                     |
| 2001 | Vanilkové nebe                              | Thomas Tipp               |                     |
| 2001 | Intimita                                    | Andy                      |                     |
| 2001 | Rocker                                      | Mats                      |                     |
| 2002 | Všechno nebo nic                            | Phil                      |                     |
| 2002 | Nicholas Nickleby                           | Charles Cheeryble         |                     |
| 2003 | Poslední samuraj                            | Simon Graham              |                     |
| 2004 | Vyrovnat si účty                            | Darren 'Dabba' Barrington |                     |
| 2004 | Lemony Snicket: Řada nešťastných příhod     | pan Poe                   |                     |
| 2004 | Harry Potter a vězeň z Azkabanu             | Peter Pettigrew           |                     |
| 2005 | Harry Potter a Ohnivý pohár                 | Peter Pettigrew           |                     |
| 2005 | Poslední kat                                | Albert Pierrepoint        |                     |
| 2006 | Grand Theft Auto: Vice City Stories         | Barry Mickelthwaite       | video hra           |
| 2007 | Iluze lásky                                 | Sugarman                  |                     |
| 2007 | Harry Potter a Fénixův řád                  | Peter Pettigrew           | neuveden v titulích |
| 2007 | Kouzelná romance                            | Nathaniel                 |                     |
| 2007 | Sweeney Todd: Ďábelský holič z Fleet Street | Beadle Bamford            |                     |
| 2008 | Appaloosa                                   | Phil Olson                |                     |
| 2009 | Prokletý klub                               | Peter Taylor              |                     |
| 2009 | Harry Potter a Princ dvojí krve             | Peter Pettigrew           |                     |
| 2009 | Heartless                                   | George Morgan             |                     |
| 2009 | Květ pouště                                 | Terry Donaldson           |                     |
| 2009 | Napříč časem                                | Boggis                    |                     |
| 2010 | Alenka v říši divů                          | Bayard, štěně (hlas)      |                     |
| 2010 | Pohanský rituál                             | Arthur                    |                     |
| 2010 | Jackboots on Whitehall                      | Winston Churchill         |                     |
| 2010 | Reuniting the Rubins                        | Lenny Rubins              |                     |
| 2010 | Králova řeč                                 | Winston Churchill         |                     |
| 2010 | Harry Potter a Relikvie smrti – část 1      | Peter Pettigrew           |                     |
| 2011 | Harry Potter a Relikvie smrti – část 2      | Peter Pettigrew           |                     |
| 2011 | My Angel                                    | pan Lambert               |                     |
| 2012 | Sofia                                       | Dr. Aaron Kahn            |                     |
| 2012 | Comes a Bright Day                          | Charlie                   |                     |
| 2012 | Paralelní světy                             | Bob Boruchowitz           |                     |
| 2012 | The Rise                                    |                           |                     |
| 2012 | Ginger a Rosa                               | Mark                      |                     |
| 2012 | Sex nebo život                              | Sid                       |                     |
| 2012 | Boy                                         | muž                       |                     |
| 2012 | Vloupačka                                   | D.I. West                 |                     |
| 2014 | The Love Punch                              | Jerry                     |                     |
| 2014 | Mr. Turner                                  | J. M. W. Turner           |                     |
| 2015 | Trouba                                      | profesor                  |                     |
| 2016 | Alenka v říši divů: Za zrcadlem             | Bayard, štěně (hlas)      |                     |
| 2016 | The Journey                                 | Ian Paisley               |                     |
| 2016 | Away                                        | Joseph                    |                     |
| 2016 | Popírání holocaustu                         | David Irving              |                     |
| 2017 | The Party                                   | Bill                      |                     |
| 2017 | Finding Your Feet                           | Charlie                   |                     |
| 2018 | Pračlověk                                   | Bognar (hlas)             |                     |
| 2021 | Spencer                                     | Alistair Gregory          |                     |
| 2022 | Bledé modré oko                             | Sylvanus Thayer           |                     |

### Televize
| Rok        | Název                                 | Role                     | Poznámky                                           |
| ---------- | ------------------------------------- | ------------------------ | -------------------------------------------------- |
| 1981       | The Cherry Orchard                    | Epikhodov                | TV film                                            |
| 1981       | The Three Sisters                     | Andrei                   | TV film                                            |
| 1982       | Home Sweet Home                       | Gordon Leach             | TV film                                            |
| 1982       | Oliver Twist                          | 1st Constable            | TV film                                            |
| 1983–2004  | Auf Wiedersehen, Pet                  | Barry Spencer Taylor     | 40 dílů                                            |
| 1987       | The Nihilist's Double Vision          | Nick Watts               | TV film                                            |
| 1988       | The Modern World: Ten Great Writers   | Porfiry                  | díl: „Fyodor Dostoyevsky's 'Crime and Punishment'“ |
| 1990       | The Tale of Little Pig Robinson       | Pig Robinson             | TV film                                            |
| 1990       | Stolen                                | Donald Caudell           |                                                    |
| 1991       | Boon                                  | Bill Webster             | díl: „Pillow Talk“                                 |
| 1991       | Murder Most Horrid                    | patolog                  | díl: „The Case of the Missingdre“                  |
| 1991, 1992 | Screenplay                            | Derek / Francis Meeks    | 2 díly                                             |
| 1991, 1992 | Performance                           | Jimmy Beales / Chico     | 2 díly                                             |
| 1992       | Červený trpaslík                      | Andy                     | díl: „Návrat do reality“                           |
| 1992–1993  | Mladý Indiana Jones                   | Cunningham               | 2 díly                                             |
| 1993–1994  | Frank Stubbs                          | Frank Stubbs             | 13 dílů                                            |
| 1993       | Without Walls                         | Margaret Rutherford      | díl: „For One Night Only: Margaret Rutherford“     |
| 1993       | Rab C Nesbitt                         | vězeň                    | díl: „Cell“                                        |
| 1993       | Spender                               | Robert Cunningham        | díl: „Retreat“                                     |
| 1994       | Nice Day at the Office                | Phil Bachelor            | 6 dílů                                             |
| 1994–1996  | Outside Edge                          | Kevin Costello           | 22 dílů                                            |
| 1997       | The Hunger                            | prodejce                 | díl: „The Swords“                                  |
| 1998       | Neville's Island                      | Gordon                   | TV film                                            |
| 1998       | Our Mutual Friend                     | pan Venus                |                                                    |
| 1999       | Shooting the Past                     | Oswald Bates             |                                                    |
| 2000       | Chucklevision                         | prodejce párků v rohlíku |                                                    |
| 2001       | Perfect Strangers                     | Irving                   | 3 díly                                             |
| 2001       | Ivor the Invisible                    | otec                     | TV film                                            |
| 2001       | Vacuuming Completely Nude in Paradise | Tommy Rag                | TV film                                            |
| 2002       | Bodily Harm                           | Mitchel Greenfield       | 2 díly                                             |
| 2003       | Můj dům v Umbrii                      | Quinty                   | TV film                                            |
| 2005       | Cherished                             | Terry Cannings           | TV film                                            |
| 2005       | Pan Harvey zapaluje svíčku            | pan Harvey               | TV film                                            |
| 2006       | Mysterious Creatures                  | Bill Ainscow             | TV film                                            |
| 2006–09    | The Street                            | Eddie McEvoy             | 9 dílů                                             |
| 2007       | A Room with a View                    | pan Emerson              | TV film                                            |
| 2007       | Oliver Twist                          | Fagin                    |                                                    |
| 2009       | Gunrush                               | Doug Beckett             | TV film                                            |
| 2009       | The Fattest Man in Britain            | Georgie Godwin           | TV film                                            |
| 2010–2012  | Timothy Spall at Sea series           | Sám sebe                 |                                                    |
| 2012       | The Syndicate                         | Bob Davies               |                                                    |
| 2012       | Sindibád                              | Anicetus / smrt          | díl: „Old Man of the Sea“                          |
| 2012       | Pokoj na koštěti                      | Drak (hlas)              | krátkometrážní televizní film                      |
| 2013       | Gibraltar: Britain in the Sun         | Vypravěč                 | televizní dokumentární seriál                      |
| 2013–14    | Blandings                             | lord Clarence Emsworth   | 13 dílů                                            |
| 2015       | Tajemství Enfieldu                    | Maurice Grosse           | 3 díly                                             |
| 2015       | Fungus the Bogeyman                   | Fungus                   | 3 díly                                             |
| 2015       | Me and My Guide Dog                   | vypravěč                 | televizní dokument                                 |
| 2015       | Jablečné víno s Rozárkou              | Laurie Lee (hlas)        | TV film                                            |
| 2017       | Philip K. Dick’s Electric Dreams      | Ed Jacobson              | díl: „The Commuter“                                |